# VÄTE Rail

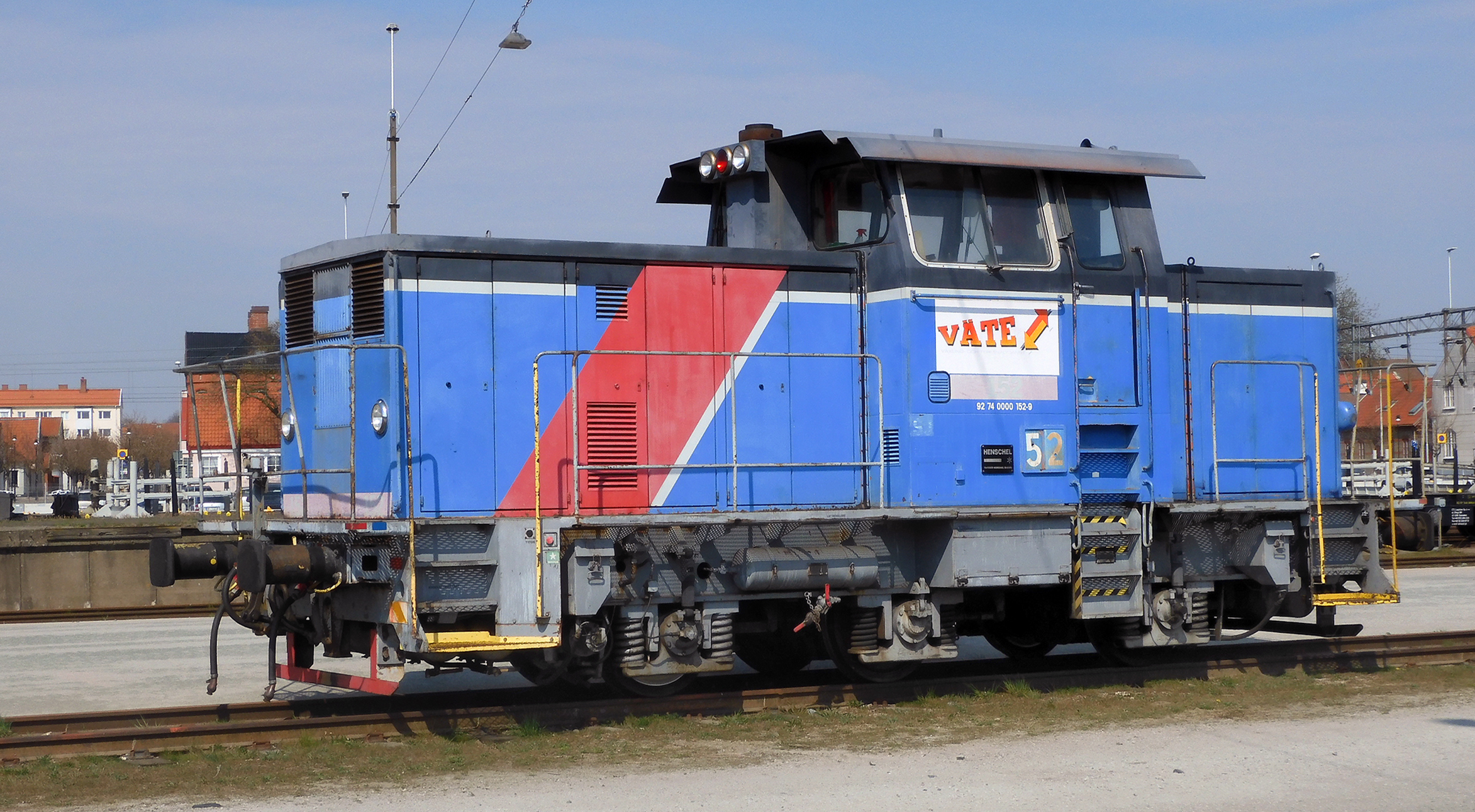
Eine Lokomotive von VÄTE Rail in Ystad 2025.

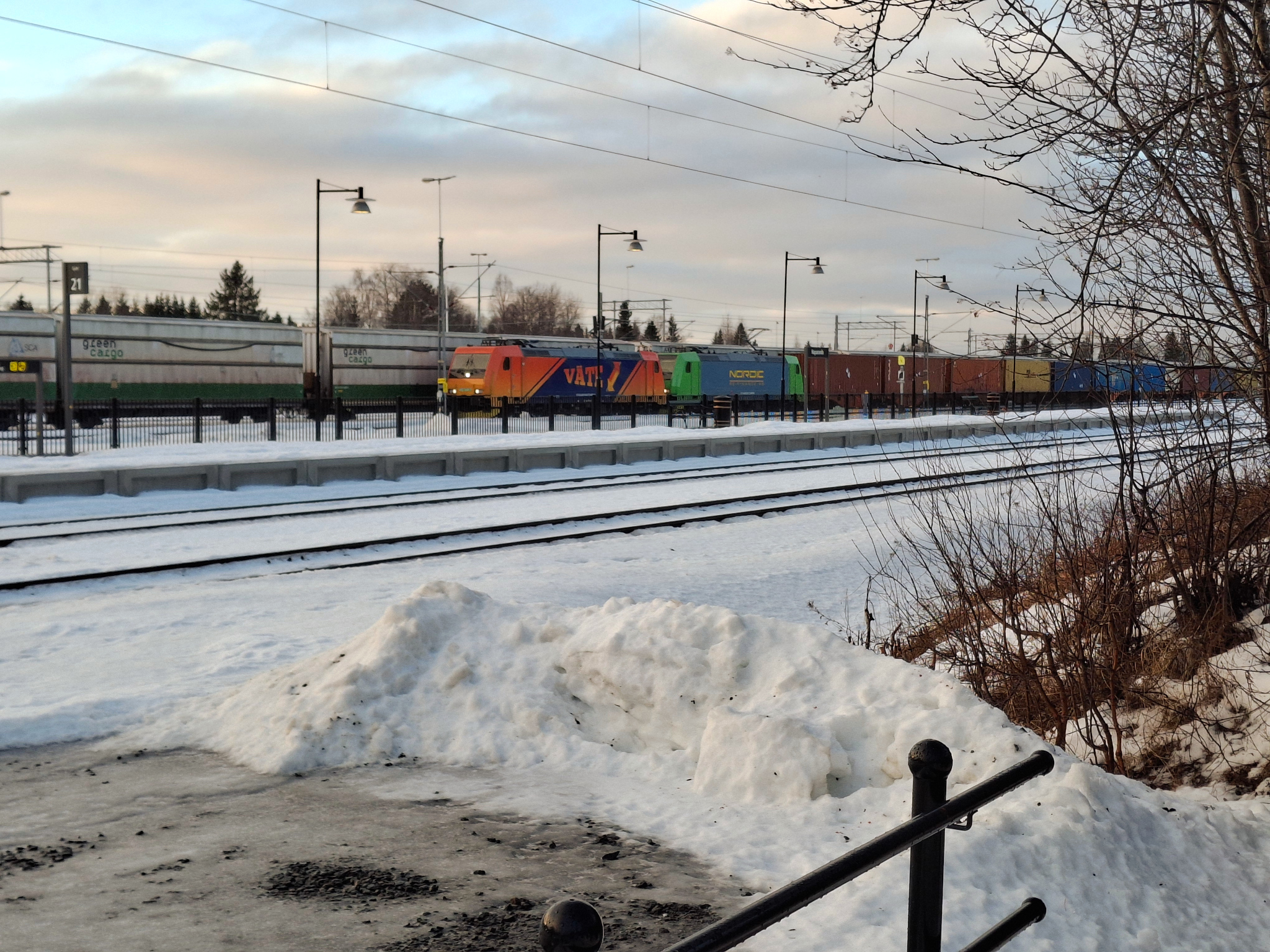
Güterzug der VÄTE Rail in Haparanda, Schweden

VÄTE Rail ist ein schwedisches Eisenbahnverkehrsunternehmen mit Sitz in Malmö, das sich auf Bahndienstleistungen wie Rangieren, Terminaldienste und Zugförderung konzentriert. Der Arbeitsbereich des Unternehmens ist ganz Schweden. VÄTE steht als Abkürzung für „Växling och Terminaltjänst“.
Die Gründung erfolgte 2008, um Unternehmen der Bahnindustrie bei Rangierdienstleistungen zu unterstützen. In der Folge erschlossen sich neue Märkte, teils als Dienstleister in Betriebs- und Ausbesserungwerken sowie im Containerumschlag für Bahngesellschaften, teils als Ausrüstungslieferant für Unternehmen der Bahnindustrie.
Die Gruppe besteht heute aus der Muttergesellschaft „Prouisum Holding AB“ mit den drei Tochtergesellschaften „VÄTE Rail AB“, „VÄTE Trafik AB“ und „VÄTE Teknik AB“ und hat knapp über 100 Mitarbeiter.

## Arbeitsbereiche
VÄTE verfügt über ein Sicherheitszertifikat für die Beförderung und für Rangieraufgaben von Zügen sowie der Erlaubnis zum Transport von gefährlichen Gütern und gefährlichen Abfällen.
In Skåne ist das Unternehmen mit Überführungsfahrten von Triebzügen beauftragt. Im Rangierdienst werden Wagen in Rangierbahnhöfen verschoben und mit Sperrfahrten zugestellt, Fähren beladen und Rangieraufgaben in Werkstätten übernommen. Dazu erfolgt die Schulungen für Rangier- und Sperrfahrten für andere Unternehmen sowie Personalverleih.
Zu den Aufgaben gehört die externe Wartung von Eisenbahnfahrzeugen wie dem Waschen der Fahrzeuge, Entfernung von Insekten, Nachfüllen von Waschflüssigkeit und Wasser sowie Entleerung des Grauwassers. Bei Bedarf erfolgt die Grauwasserentleerung mit mobilen Einheiten.
In Kombiterminals sind Mitarbeiter vorhanden, die mit Portalkränen und Reachstackern das Ent- und Beladen von Zügen und LKWs übernehmen.

## Aufgaben
Ende 2023 hatte VÄTE Rail Rückfahrkameras von Railway Metrics and Dynamics (RMD) für seine Lokomotiven angeschafft, um riskante Arbeiten zu vermindern und Personalaufwand beim Rückwärtsfahren auf den Trittstufen zu vermeiden. Die Kameras werden in Trelleborg getestet, wo VÄTE Rail Eisenbahnfähren mit Zügen von bis zu 600 Metern Länge be- und entlädt.
VÄTE Rail rüstet ab 2024 Lokomotiven und Waggons mit PMU-Sensoren von Railway Metrics and Dynamics aus. Der Gesamtauftragswert beläuft sich über drei Jahre auf knapp über 3 Mio. SEK.
Für die Rangieraufgaben besitzt VÄTE Rail eigene Lokomotiven, darunter mehrere Exemplare der ehemaligen SJ-Baureihe Z70, z. B.: SJ Z70 745 – Z70 745 Green Cargo – Z70 703 VÄTE sowie die TMY 1157 und Z70 732.
Seit Januar 2023 befördert VÄTE Rail einen Kombizug zwischen Malmö und Ånge über die Hafen von Göteborg und Sundsvall. Nach der Insolvenz des Logistikdienstleisters First Row Shipping & Logistics am 13. Oktober 2023 beauftragte das Chemieunternehmen Nouryon VÄRE Rail seinen Transporten auf der Schiene.
Das finnische Logistikunternehmen Nurminen Logistics eröffnete im April 2024 in Zusammenarbeit mit VÄTE Rail AB eine neue Bahnverbindung in Schweden von Haparanda und Umeå nach Göteborg. Die Güter werden zunächst von Vaasa mit dem Schiff nach Umeå transportiert und von dort per Bahn nach Göteborg.